# Donald Rumsfeld

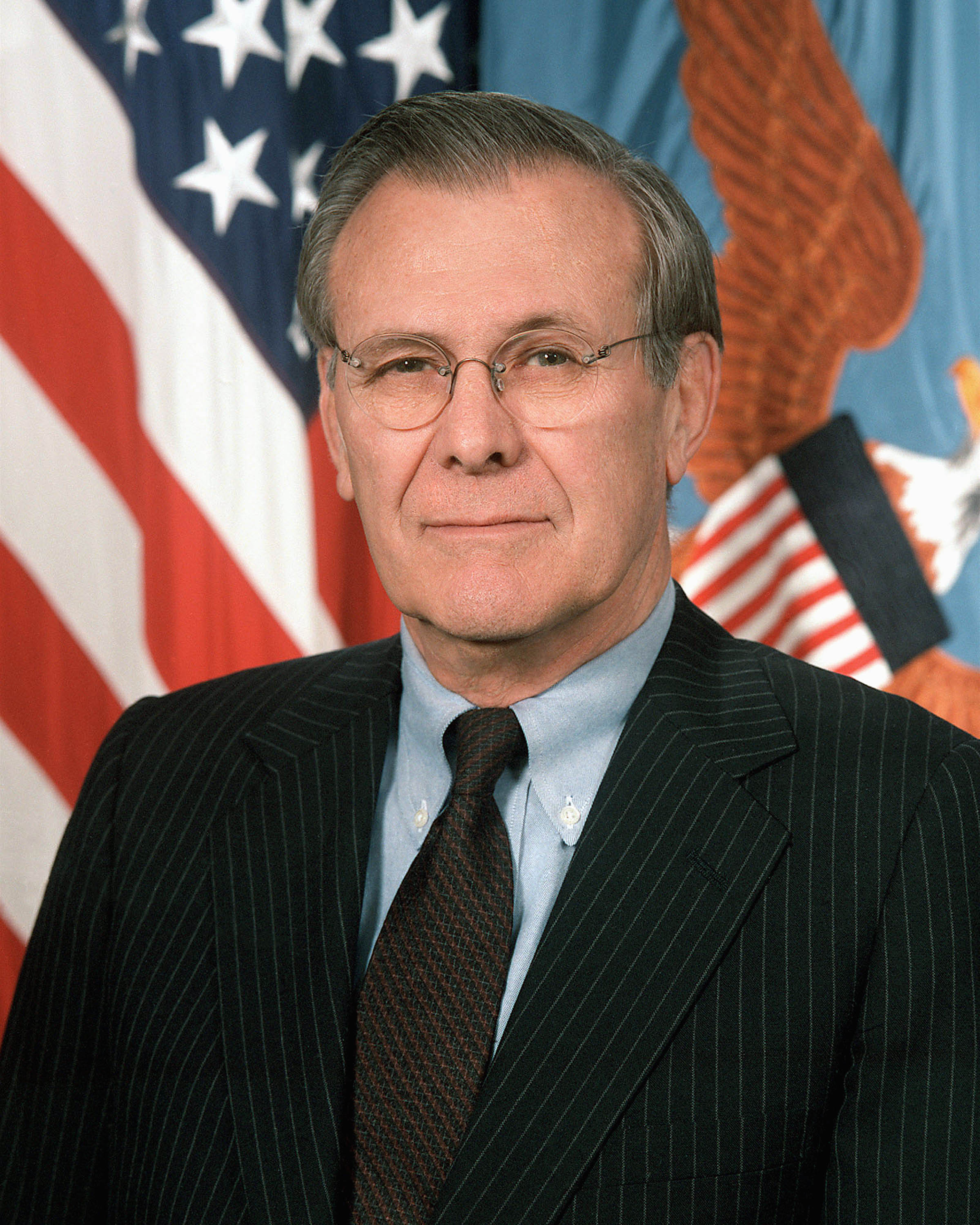
Offizielles Porträt von Donald Rumsfeld (2001)

Donald Henry Rumsfeld (* 9. Juli 1932 in Chicago, Illinois; † 29. Juni 2021 in Taos, New Mexico) war ein US-amerikanischer Politiker (Republikanische Partei). Von 1975 bis 1977 (im Kabinett von Präsident Gerald Ford) und von 2001 bis 2006 (Kabinett George W. Bush) war er Verteidigungsminister der Vereinigten Staaten. Für Kontroversen sorgten der von Rumsfeld organisierte Irakkrieg und seine Zustimmung zu Foltermethoden bei Verhören.

## Leben

### Familie, Ausbildung und Beruf
Rumsfeld war der Sohn von George Donald Rumsfeld und Jeannette Kearsley, geb. Husted. Sein Großvater Johann Hermann Rumsfeld war zusammen mit seinem Urgroßvater Hermann Rumsfeld 1876 aus Weyhe in Niedersachsen in die USA ausgewandert. Nach dem Angriff auf Pearl Harbor ließ sein Vater mit 38 Jahren seine Tätigkeit als Makler ruhen und meldete sich freiwillig zur US Navy. Die Familie wechselte während des Zweiten Weltkrieges fünfmal den Wohnort. Nach Ende des Krieges zog sie schließlich nach Chicago in einen Vorort mit gehobener Wohnlage.
Nach Abschluss der New Trier High School in Winnetka studierte Rumsfeld mit einem Stipendium der US-Streitkräfte (ROTC) an der Princeton University Politikwissenschaft. Von 1954 bis 1957 war er Marineflieger bei der US Navy, im Anschluss daran Mitarbeiter der Investment-Banking-Firma A.G. Becker und Assistent sowie Wahlkampfmanager der Kongressabgeordneten David S. Dennison und Robert P. Griffin.
Nach dem Beginn seiner politischen Karriere in den 1960er Jahren besuchte er Seminare an der University of Chicago, wo er sich zu einem begeisterten Anhänger des einflussreichen Ökonomen Milton Friedman und der Chicagoer Schule entwickelte. Noch Jahrzehnte später äußerte sich Rumsfeld geradezu ehrfurchtsvoll über seinen damaligen Mentor.

### Politik

#### Anfänge
Bei der Wahl 1962 wurde Rumsfeld im Alter von 30 Jahren für Illinois in das Repräsentantenhaus der Vereinigten Staaten gewählt. Er wurde 1964, 1966 sowie 1968 jeweils bestätigt. 1969 legte Rumsfeld sein Kongressmandat nieder, um in die Regierung Richard Nixons einzutreten. Er fungierte als Director of the United States Office of Economic Opportunity, Assistant to the President, Counselor to the President, Director of the Economic Stabilization Program und Mitglied des Kabinetts Nixon von 1969 bis 1970 bzw. von 1971 bis 1972. 1973 verließ er kurzzeitig die Vereinigten Staaten und arbeitete bis 1974 als US-Botschafter bei der NATO in Brüssel.

#### Verteidigungsminister unter Präsident Ford

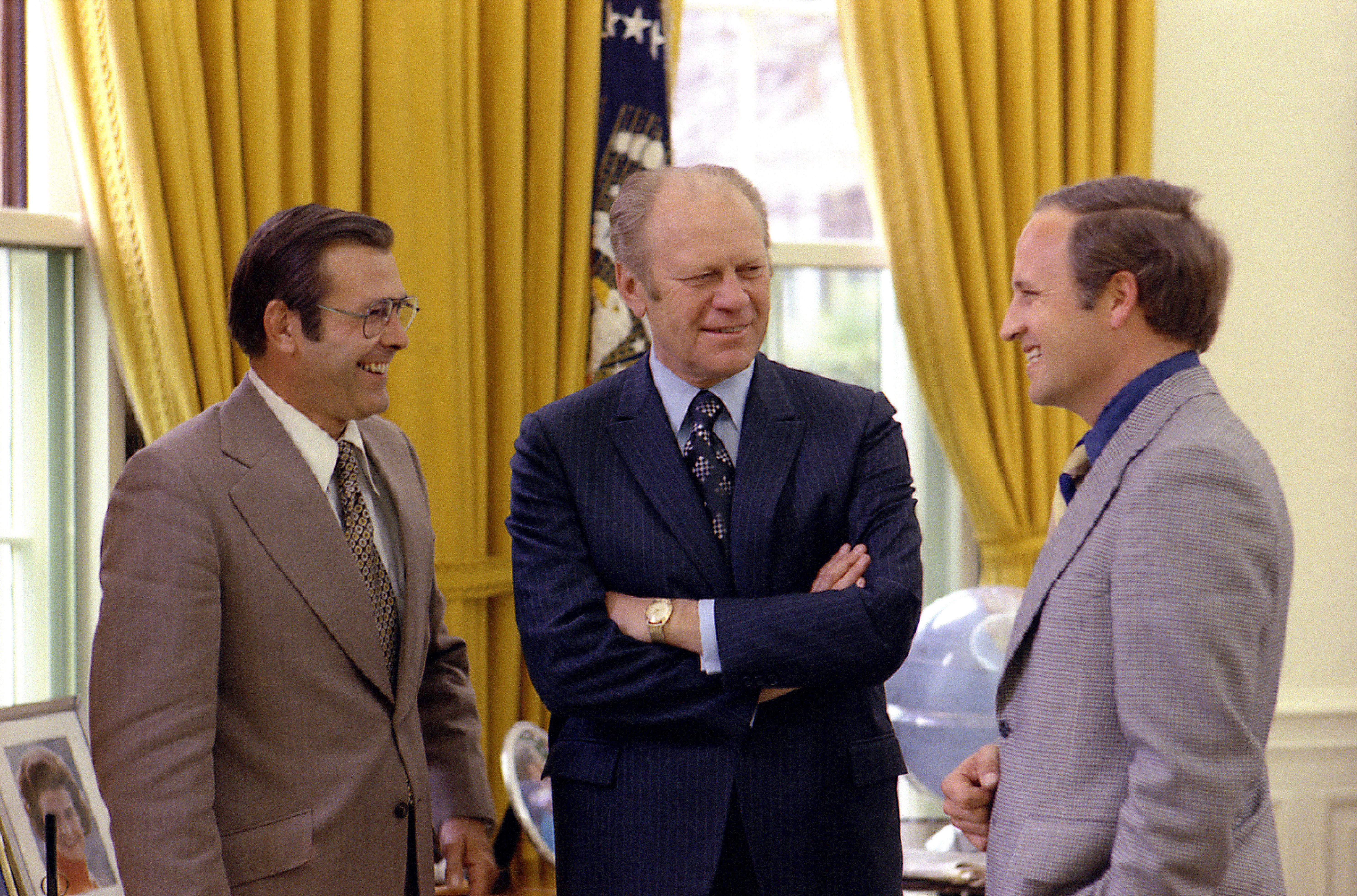
Rumsfeld (links) mit Präsident Ford (Mitte) und Dick Cheney (rechts) 1975

Unter Präsident Ford leitete Donald Rumsfeld zunächst den Übergang von der Nixon- zur Ford-Regierung, wurde dann Stabschef des Weißen Hauses und am 3. November 1975 jüngster Verteidigungsminister der USA. Während seiner Zeit im Kabinett Ford setzte sich Rumsfeld stark für höhere Rüstungsausgaben ein, da nach seiner Argumentation die UdSSR ebenso massiv aufrüste. Kurz vor Ende seiner Amtszeit, am 13. Januar 1977, ordnete Rumsfeld die Produktion des Mk12A-Sprengkopfs für die Minuteman-Interkontinentalraketen an.
Nach der Abwahl Fords aus dem Präsidentenamt 1976 schied auch Rumsfeld am 19. Januar 1977 aus dem Amt. Er wandte sich während Jimmy Carters Präsidentschaft der freien Wirtschaft zu.

#### Wechsel in die Wirtschaft

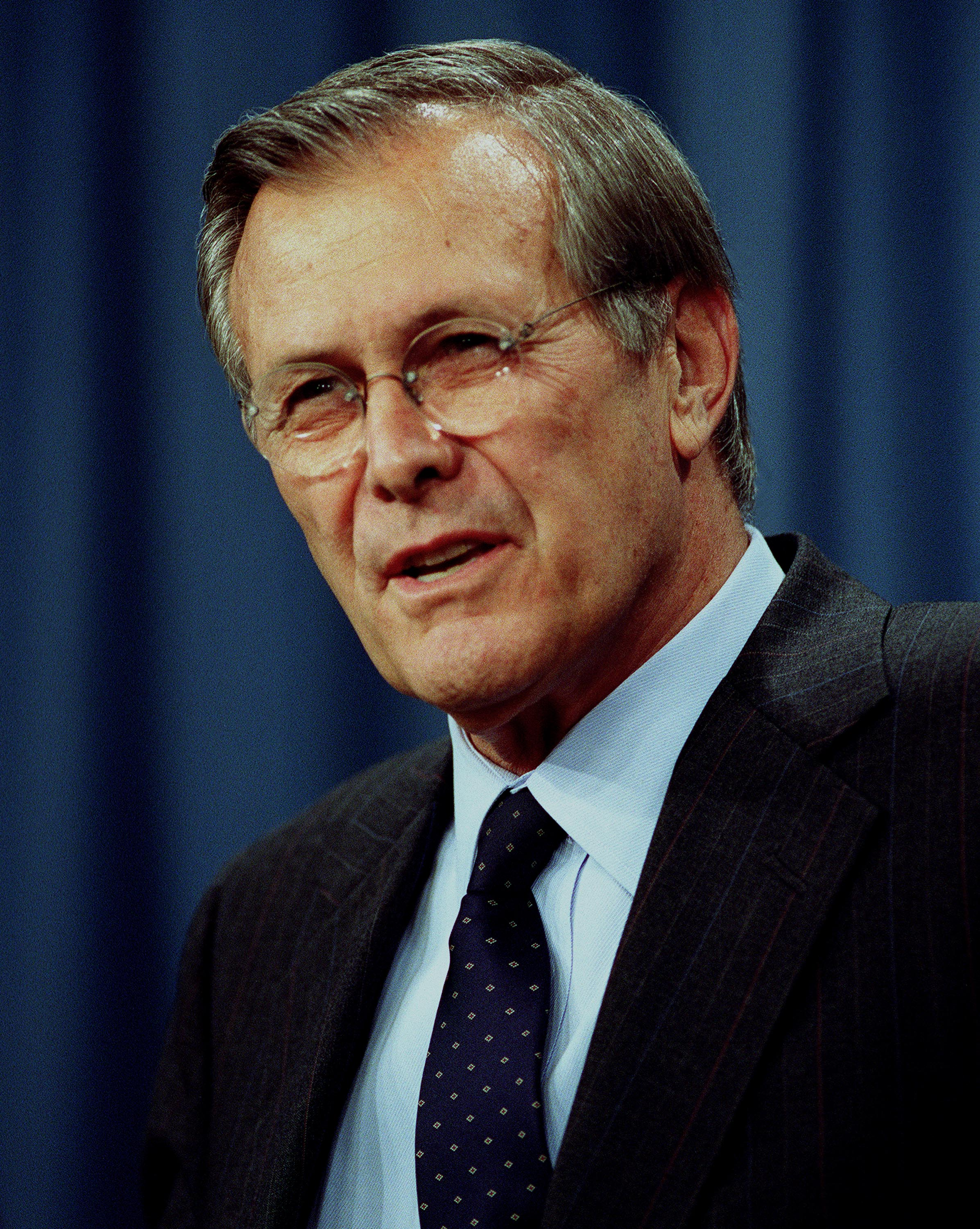
Rumsfeld während einer Pressekonferenz

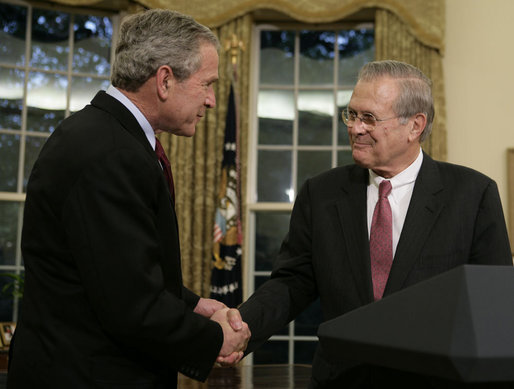
Präsident Bush schüttelt Rumsfeld am 8. November 2006 die Hand – kurz nachdem Bush den Rücktritt Rumsfelds bekanntgegeben hatte.

Von 1977 bis 1985 arbeitete er sich bei der G.D. Searle & Company (1985 von Monsanto übernommen) zum Vorstandsvorsitzenden hoch und sanierte die Firma grundlegend. So wurden im Zuge der Sanierung 60 Prozent der Arbeitsplätze gestrichen; das Unternehmen kam wieder in die schwarzen Zahlen. Außerdem erhielt die Firma in diesem Zeitraum eine Zulassung für den Süßstoff Aspartam (NutraSweet), der sich zu einem gewinnbringenden Produkt entwickelte.

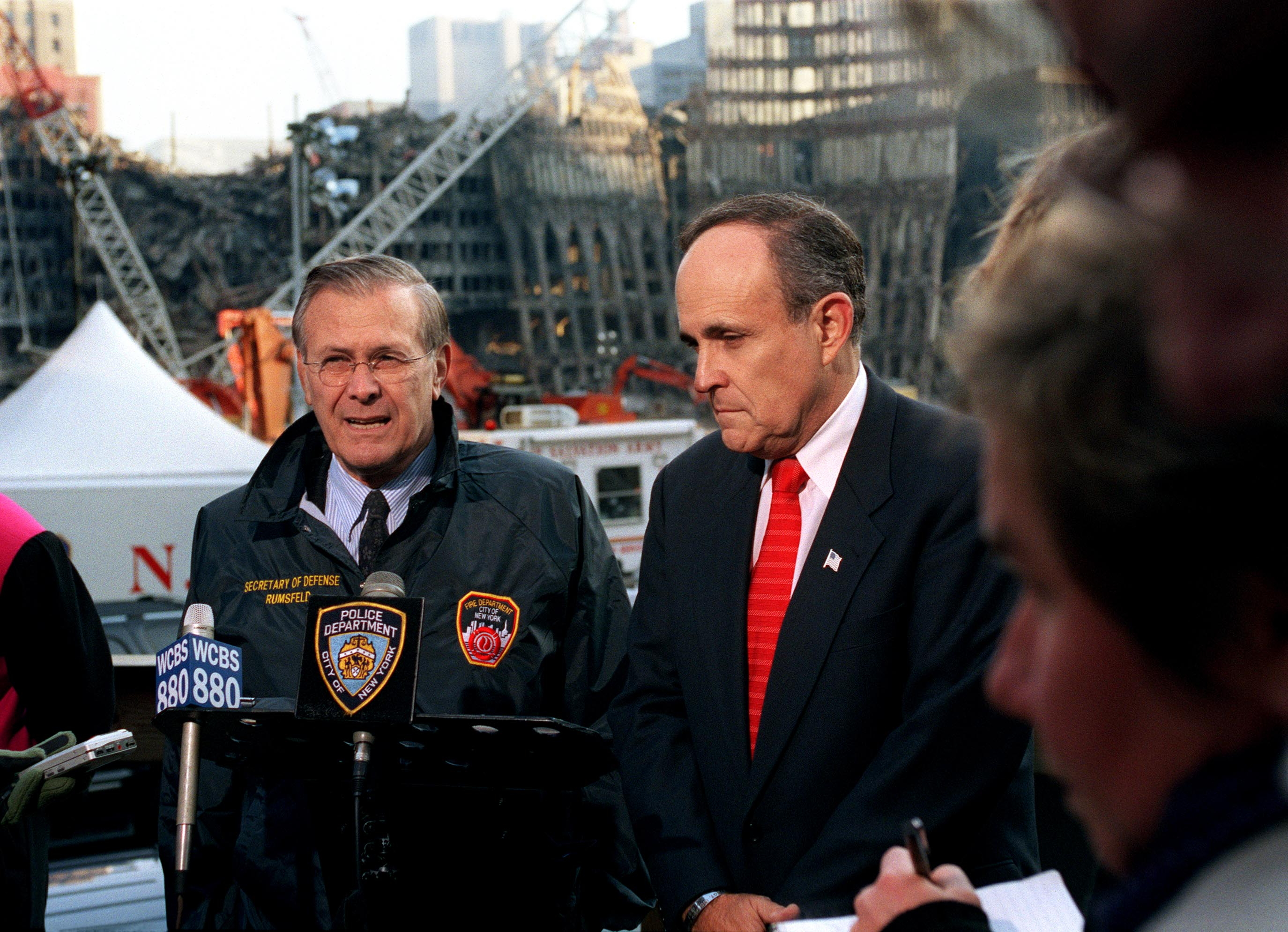
Rumsfeld und Rudy Giuliani am Ground Zero 2001

Rumsfeld war in dieser Zeit Sondergesandter der USA im Irak, wo er Saddam Hussein persönlich traf. Zwischen 1981 und 1986 war Rumsfeld Vorsitzender der Denkfabrik RAND Corporation, von 1985 bis 1990 arbeitete er als Chefberater für die William Blair and Company und hatte noch viele andere Posten inne. Von 1990 bis 1993 folgte eine Managertätigkeit für die General Instrument Corporation, von 1997 bis 2000 dann für Gilead Sciences.
Im Zeitraum von 1990 bis 2001 saß Rumsfeld im Verwaltungsrat des Schweizer Unternehmens ABB, den er im Januar 2001 verließ, um unter George W. Bush Verteidigungsminister zu werden.

#### Verteidigungsminister unter Präsident George W.Bush
Nach der Wahl von George W. Bush zum US-Präsidenten wurde er im Januar 2001 erneut Verteidigungsminister. Nach den Terroranschlägen am 11. September war er einer der stärksten Befürworter der amerikanischen Invasion des Irak im März 2003. Als Mitglied der neokonservativen Denkfabrik PNAC hatte er sich schon 1998 dafür eingesetzt, „Saddam Husseins Regime von der Macht abzulösen“.
Rumsfeld galt als entschiedener „Falke“ innerhalb der Regierung von George W. Bush. Dort war er – wie auch in den Streitkräften – umstritten. Während der beiden Kriege verfolgte er gegen den Widerstand vieler Militärs die Linie, möglichst wenig Soldaten in den Nahen Osten zu schicken. Der Hintergrund dieser Haltung war die sogenannte „Revolution in Military Affairs“ (Revolution in militärischen Angelegenheiten), die die USA in ihrer Verteidigungspolitik um die Jahrtausendwende ausgelöst hatten. Präsident Bush hatte den Zivilisten Rumsfeld zum Verteidigungsminister berufen, damit dieser ohne Abhängigkeit vom Militär die Konfrontation mit dem vorherrschenden militärtheoretischen Denken aus dem Kalten Krieg aufnehmen und die netzwerkzentrierte Kriegführung als neues Grundelement der Militärdoktrin der Vereinigten Staaten umsetzen konnte. Dabei wurde Rumsfeld zunächst kritisiert; die New York Times schrieb am 8. September 2001, Rumsfeld habe eine „lausige“ Außendarstellung der Reformen gegen die Militärs und den Kongress betrieben. Die US Army befand sich zu dieser Zeit in einem Transformationsprozess.
Während des Kriegs in Afghanistan ab 2001 war Rumsfeld für den Verlauf der Operation verantwortlich. Einer Friedensvereinbarung mit den Taliban erteilte Rumsfeld eine Absage und warnte den afghanischen Präsidenten Hamid Karzai, dass eine Vereinbarung gegen die Interessen der Vereinigten Staaten sei. Andererseits war er ein Gegner einer Ausweitung einer Truppenpräsenz in Afghanistan und für einen schnellen Abzug.
Im Irakkrieg wurde dem Pentagon vorgeworfen, keine ausreichenden Pläne für die Zeit nach der Eroberung ausgearbeitet zu haben und zudem mit zu wenigen Soldaten für eine wirksame Kontrolle des Landes einmarschiert zu sein. Im Zusammenhang mit den Misshandlungsvorwürfen und -videos im Abu-Ghuraib-Gefängnis in Bagdad sah sich Rumsfeld im Mai 2004 mit Rücktrittsforderungen der Presse und aus dem US-Senat konfrontiert, unter anderem von John Kerry, dem Präsidentschaftskandidaten der Demokraten. Nach Bushs Wiederwahl 2004 wurde Rumsfeld entgegen mancher Prognosen in dessen Kabinett belassen. Im Januar 2005 gab Rumsfeld in einem Interview mit CNN an, Präsident Bush zweimal seinen Rücktritt angeboten zu haben, was dieser abgelehnt habe.
Nach der Niederlage der Republikaner bei den Kongresswahlen 2006 verkündete Präsident Bush am 8. November 2006 Rumsfelds Rücktritt als Verteidigungsminister und nominierte Robert Gates als Nachfolger.

#### Kritik
Im Dezember 2008 ergab eine Untersuchung durch einen US-Senatsausschuss, dass Rumsfeld direkt verantwortlich für die Anwendung umstrittener Verhörmethoden von Gefangenen in Guantánamo und in US-Gefängnissen im Irak wie Abu Ghuraib war. Rumsfeld autorisierte das Anwenden aggressiver Verhörmethoden, die von Trainingsprogrammen aus dem Kalten Krieg stammten und Soldaten darauf vorbereiten sollten, was sie bei einer Gefangennahme durch kommunistische Staaten zu erwarten hatten. Durch seine Genehmigung „aggressiver Verhörtechniken“ 2002 verantworte Rumsfeld persönlich Foltermethoden wie Schlafentzug, Entkleiden von Gefangenen oder einschüchternden Einsatz von Hunden gegen Gefangene. Rumsfeld autorisierte die Vergewaltigung und andere Foltertechniken an Gefangenen in Guantánamo.
Der Politik- und Islamwissenschaftler Michael Lüders wirft der von Rumsfeld vertretenen neokonservativen Politik vor, zu sehr auf Diktatoren und Feudalherrscher zu setzen und aus Fehlern wie dem 1953 von Kermit Roosevelt initiierten Sturz von Mohammad Mossadegh nicht gelernt zu haben. Mit dieser Politik habe man selbst Bedingungen geschaffen, die Entwicklungen wie der Islamischen Revolution und des Islamischen Staates förderlich waren. Der US-amerikanische Journalist George Packer nannte ihn in einem Nachruf den „schlechtesten Verteidigungsminister in der amerikanischen Geschichte“.
Der ehemalige US-Präsident George H. W. Bush nannte Rumsfeld einen „arroganten Kerl“. Er habe Ansichten anderer übergangen und seinem Sohn George W. Bush als Präsidenten „schlecht gedient“. In einer 2014 gedrehten Dokumentation des US-Regisseurs Errol Morris wirkt Rumsfeld selbstherrlich und arrogant.

### Privates
1954 heiratete Rumsfeld seine Schulliebe Joyce Pierson, mit der er drei Kinder hatte. Rumsfeld hatte seinen ständigen Wohnsitz im Bundesstaat Illinois und ein Anwesen in Taos, New Mexico.
Er verstarb am 29. Juni 2021 im Alter von 88 Jahren im Kreise seiner Familie auf seinem Anwesen in Taos im Bundesstaat New Mexico.

## Auszeichnungen und Rezeption
Rumsfeld erhielt elf akademische Ehrentitel. Daneben wurde er unter anderem 1977 mit der Presidential Medal of Freedom und 1993 mit der Eisenhower-Medal ausgezeichnet. 2015 wurde ihm der japanische große Orden der Aufgehenden Sonne am Band verliehen.
Rumsfeld ist Namenspate des Schwammkugelkäfers Agathidium rumsfeldi.
Er bezeichnete Deutschland und Frankreich 2003 als „das alte Europa“, da sie anders als Polen und andere ehemalige Ostblockstaaten dem Irakkrieg kritisch gegenüberstünden, was die Gesellschaft für deutsche Sprache zum Wort des Jahres 2003 in Deutschland wählte. Rumsfelds Erklärung, dass es „bekanntes Bekanntes, aber auch unbekanntes Unbekanntes gibt“, wurde zu einem geflügelten Wort („There are known knowns“). Darauf spielte er mit dem Titel seiner 2011 erschienenen Memoiren an (Known and Unknown: A Memoir).
„Kein Rums in kein Feld“ war einer der Slogans, mit denen die deutsche Friedensbewegung 2003 gegen den Irakkrieg demonstrierte.

## Dokumentarfilm
- Errol Morris: The Unknown Known, auch The Life and Times of Donald Rumsfeld, USA 2013.[24]

## Schriften
- Known and Unknown: A Memoir. Sentinel, New York NY 2011, ISBN 978-1-59523-067-6.[25]